# Mitsubishi Ki-15
Mitsubishi Ki-15 (яп. 九七式司令部偵察機 Армійський розвідник Тип 97 Модель 1) — серійний армійський та палубний літак-розвідник Імперської армії Японії та Імперського флоту Японії (де він мав кодову назву C5M) періоду Другої світової війни. Кодова назва союзників — «Бебз» (англ. Babs). Радянська кодова назва «Р-97».

## Історія створення

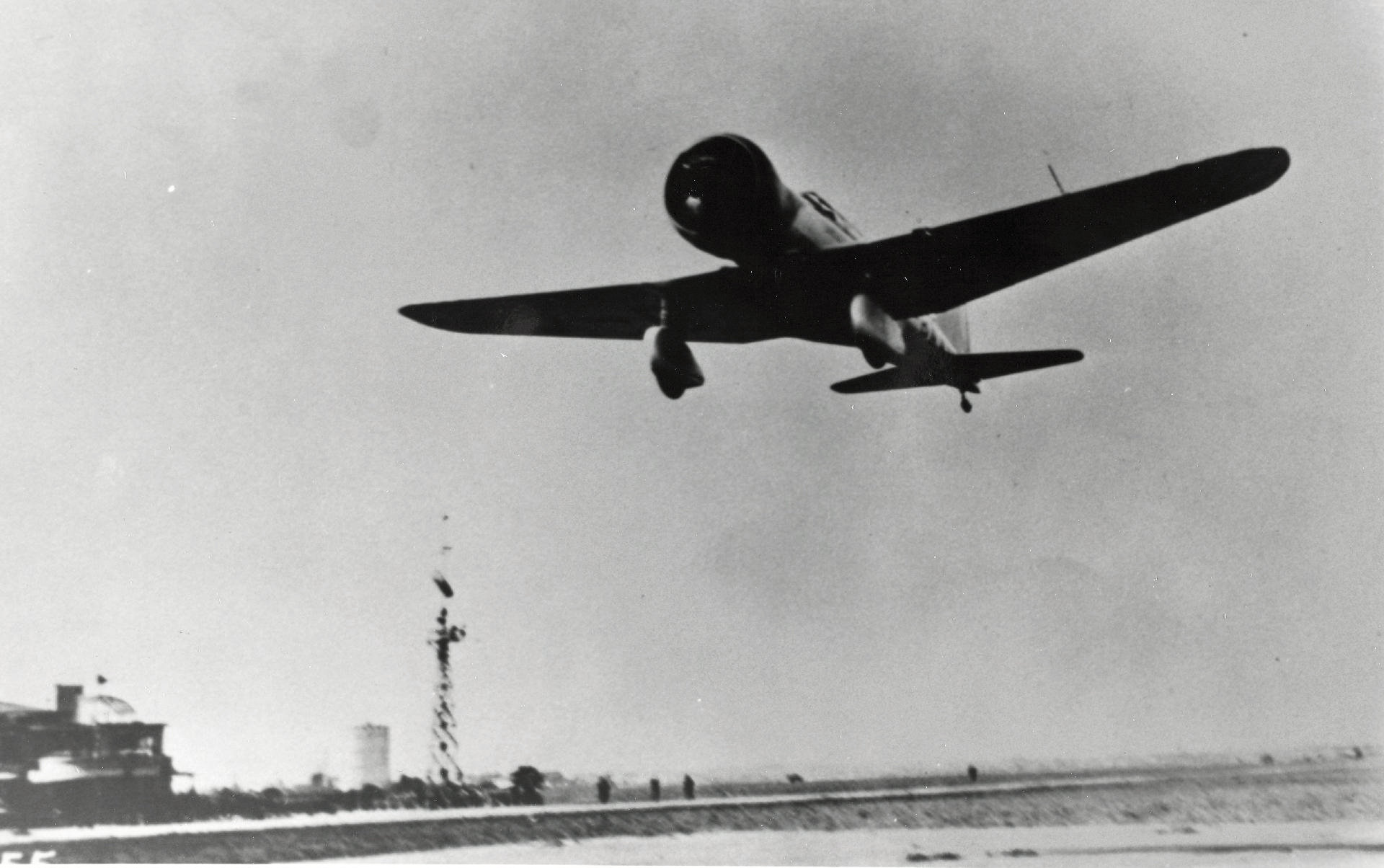
Mitsubishi Karigane злітає з аеродрому.

У 1935 році командування ВПС Імперської армії Японії замовило фірмі Mitsubishi розробку швидкісного двомісного розвідувального літака. Літак мав розвивати швидкість не менше 450 км/г на висоті 3000 м, летіти з максимальною швидкістю не менше однієї години при дальності польоту 400 км, мати злітну масу не більше 2400 кг, бути озброєним одним 7,7-мм кулеметом в турелі спостерігача, оснащеним двигуном потужністю 700—800 к. с., радіостанцією «Hi-4» і легкими фотокамерами аерофотознімки.
Відповідно до цього завдання під керівництвом конструкторів Фуміхіко Кого, Томіо Кубо та Сокічі Мізумо був розроблений низькоплан з шасі, що не прибиралось, оснащений двигуном Nakajima Ha-8. Розробка літака тримала всього 5 місяців, і у травні 1936 року перший прототип піднявся у повітря. Літак показав хороші характеристики, досягнувши вимог технічного завдання: на висоті 4050 м він розвивав швидкість 481 км/год. Проте літак мав і певні недоліки, зокрема погану оглядовість вперед, особливо при зльоті та посадці. Крім того, він різко втрачав потужність на віражах. Але, незважаючи на ці недоліки, він був прийнятий на озброєння під назвою «Армійський розвідник Тип 97 Модель 1» (або Ki-15-I). Перші літаки надійшли в бойові частини у травні 1937 року.
За результатами бойового використання Ki-15-I у 1938 році був розроблений новий варіант, Ki-15-II з двигуном Mitsubishi Ha-26-I потужністю 850 к. с. Цей двигун був менший за Nakajima Ha-8, що значно покращило оглядовість літака. В процесі тестових польотів в червні 1938 року модель продемонстрував максимальну швидкість 510 км/год. Не зважаючи на покращені характеристики цей варіант був запущений у серію тільки в вересні 1939 році під назвою «Армійський розвідник Тип 97 Модель 2» (або Ki-15-II).
Можливості Ki-15-II вести розвідку у глибині території Китаю зацікавили командування ВПС Імперського флоту Японії, який не мав свого швидкісного розвідника, а використовував для цієї мети Mitsubishi A5M. У 1938 році було замовлено 20 машин, але з флотською радіостанцією та фотоапаратурою. Також двигун був замінений на Mitsubishi Zuisei-12 потужністю 875 к. с. (флотська версія двигуна Ha-26-I) Літак отримав назву «Морський розвідник Тип 98 Модель 1» (або C5M1).
У 1940 році флот замовив ще 30 машин, оснащених двигуном Nakajima Sakae-12 потужністю 950 к. с. та трилопасним гвинтом.  Літак отримав назву «Морський розвідник Тип 98 Модель 2» (або C5M2). Незважаючи на потужніший двигун, літак мав трохи меншу швидкість за рахунок більшої злітної маси та додаткового обладнання.
У 1939 році був спроектований варіант Ki-15-III, оснащений двигуном Mitsubishi Ha-102 потужністю 1 050 к. с. з трилопасним гвинтом. Це був найшвидкісніший варіант літака. На випробуваннях 2 збудовані прототипи показали швидкість 530 км/г. Але у цей час вже проходив випробування Mitsubishi Ki-46, який мав замінити Ki-15, тому варіант Ki-15-III у серію не пішов.

## Тактико-технічні характеристики

### Технічні характеристики
|                       | Ki-15-I                     | Ki-15-II                    | C5M1                        | C5M2                        |
| --------------------- | --------------------------- | --------------------------- | --------------------------- | --------------------------- |
| Екіпаж                | 2 особи                     | 2 особи                     | 2 особи                     | 2 особи                     |
| Довжина               | 8,49 м                      | 8,7 м                       | 8,7 м                       | 8,7 м                       |
| Висота                | 3,34 м                      | 3,34 м                      | 3,47 м                      | 3,47 м                      |
| Розмах крил           | 12,00 м                     | 12,00 м                     | 12,00 м                     | 12,00 м                     |
| Площа крил            | 20,36 м2                    | 20,36 м2                    | 20,36 м2                    | 20,36 м2                    |
| Маса пустого          | 1 399 кг                    | 1 592 кг                    | 1 605 кг                    | 1 715 кг                    |
| Маса спорядженого     | 2 033 кг                    | 2 189 кг                    | 2 197 кг                    | 2 345 кг                    |
| Максимальна маса      | 2 300 кг                    | 2 481 кг                    | -                           | -                           |
| Навантаження на крило | 99,9 кг/м2                  | 107,5 кг/м2                 | 107,9 кг/м2                 | 115,2 кг/м2                 |
| Двигуни               | Nakajima Ha-8               | Mitsubishi Ha-26-I          | Mitsubishi Zuisei-12        | Nakajima Sakae-12           |
| Повітряний гвинт      | дволопатевий                | дволопатевий                | дволопатевий                | трилопатевийу               |
| Потужність            | 640 к. с.                   | 850 к. с.                   | 875 к. с.                   | 950 к. с.                   |
| Питома потужність     | 3,2 кг/к. с.                | 2,6 кг/к. с.                | 2,8 кг/к. с.                | 2,5 кг/к. с.                |
| Максимальна швидкість | 480 км/г (на висоті 4000 м) | 510 км/г (на висоті 4330 м) | 470 км/г (на висоті 4280 м) | 490 км/г (на висоті 4550 м) |
| Крейсерська швидкість | 320 км/г                    | -                           | -                           | -                           |
| Максимальна дальність | 2400 км                     | -                           | 1 170 км                    | 1 110 км                    |
| Практична стеля       | 11 400 м                    | -                           | 8 230 м                     | 9 580 м                     |
| Час набору висоти     | 5000 м за 8 хв. 27 с.       | 5000 м за 6 хв. 49 c.       | 3000 м за 4 хв. 51 c.       | 3000 м за 3 хв. 58 c.       |

### Озброєння
- Кулеметне:
  - 1× 7,7 мм кулемет «Тип 89» (для Ki-15-I/II)
  - 1× 7,7 мм кулемет «Тип 92» (для С5M1/2)
- Бомбове: до 250 кг бомб

## Модифікації

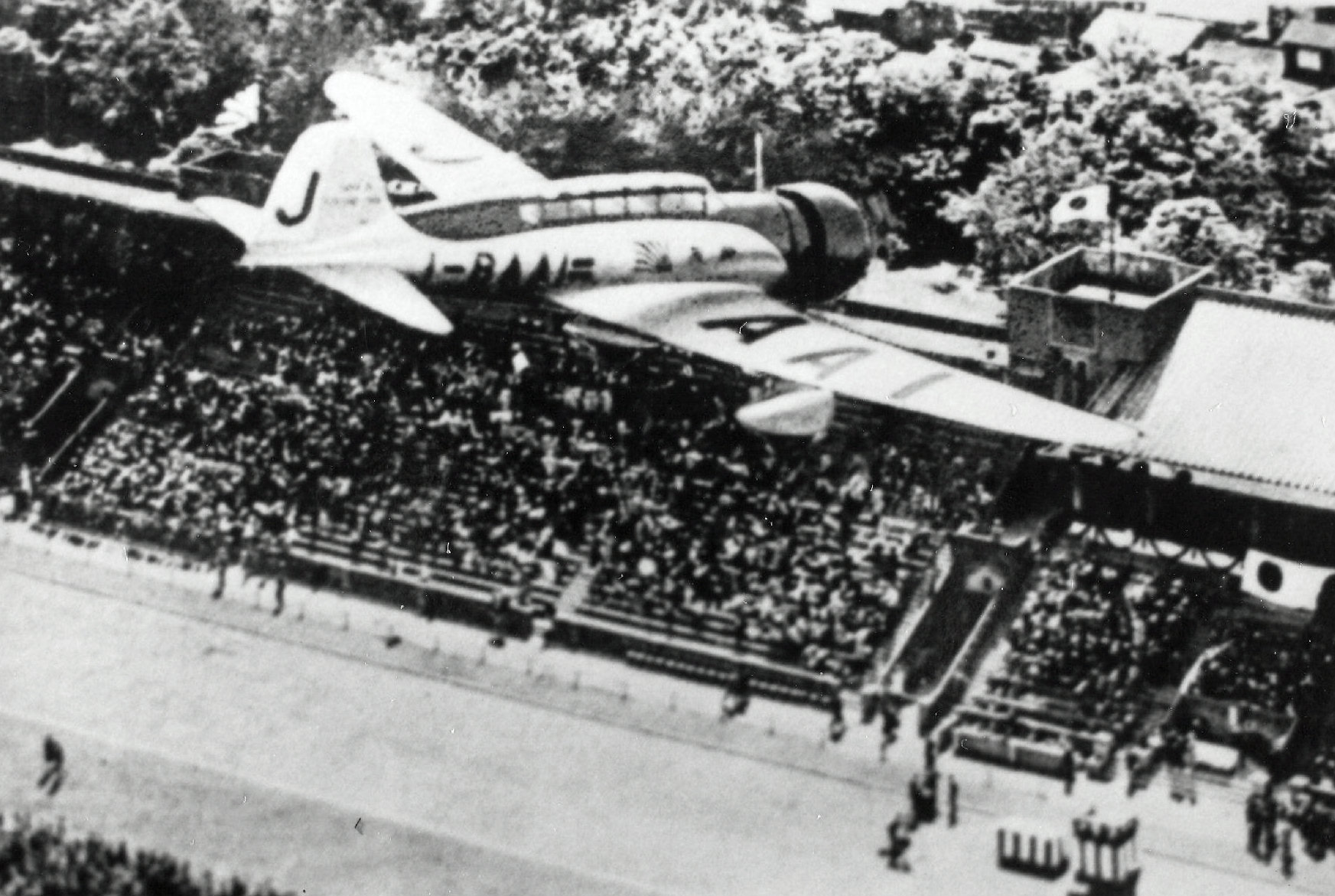
Mitsubishi Karigane J-BAAI в польоті

Всього було збудовано 489 літаків усіх модифікацій (439 для армії і 50 для флоту):
- Karigane I — прототип для цивільного використання
- Ki-15-I («Армійський розвідник літак Тип 97 Модель 1») — початковий варіант з двигуном Nakajima Ha-8 (640 к. с.)
- Ki-15-II («Армійський розвідник літак Тип 97 Модель 2») — покращений варіант з двигуном Mitsubishi Ha-102 (850 к. с.)
- Ki-15-III — проект модифікації з двигуном Mitsubishi Ha-25-I (1050 к. с.)
- C5M1 («Морський розвідник Тип 98 Модель 1») — модифікований варіант Ki-15-II для флоту з двигуном Mitsubishi Zuisei-12 (875 к. с.)
- C5M2 («Морський розвідник Тип 98 Модель 2») — покращений флотський варіант  C5M1 з двигуном Nakajima Sakae-12 (950 к. с.).

## Історія використання

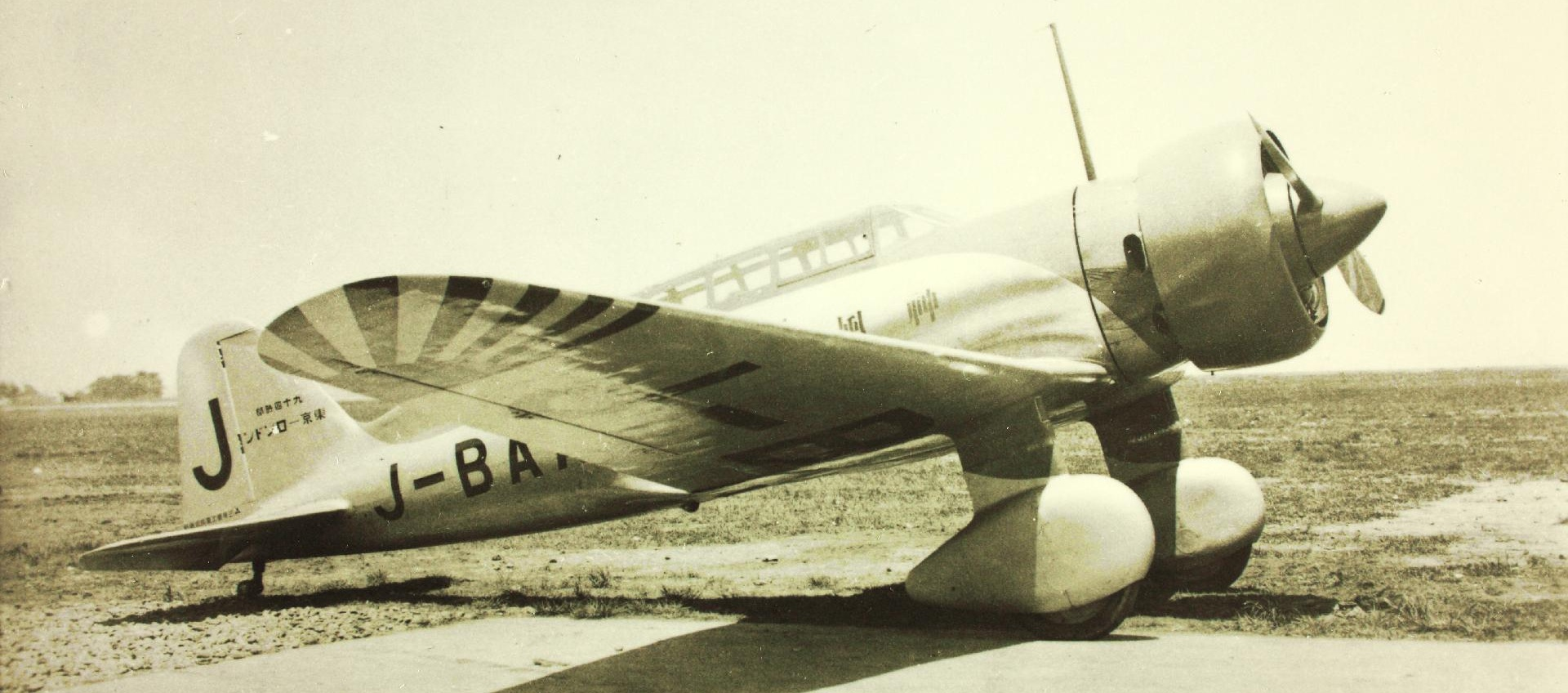
«Karigane I» газети Асахі Сімбун

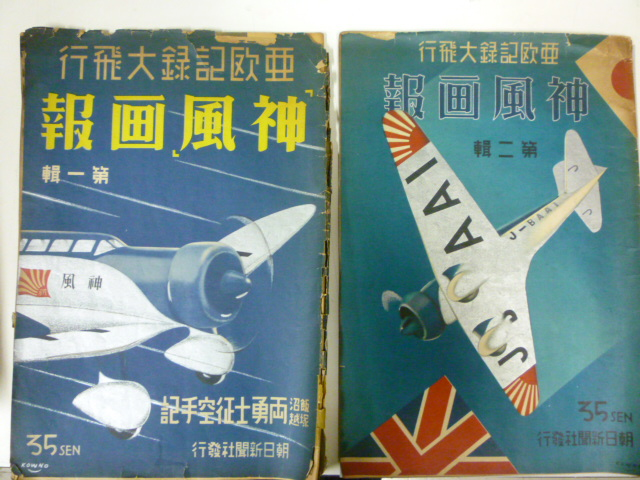
«Karigane I» на обкладинці газети «Камікадзе»

Ще під час випробувань першого прототипу Ki-15-I газета Асахі Сімбун отримала від армії дозвіл купити другий дослідний літак. Газета хотіла встановити рекорд при перельоті з Японії в Англію на коронацію Георга VI. Літак отримав цивільну реєстрацію J-BAAI та цивільне позначення Karigane I («Дика гуска-I»). Літак був закінчений 19 березня 1937 року, а вже 25 березня переданий газеті під назвою «Камікадзе». Від бойового варіанту цей літак відрізнявся тільки відсутністю фотокамер та кулемета. Протягом 6—9 квітня літак J-BAAI здійснив переліт за маршрутом Татікава-Лондон за 94 години 17 хвилин 56 секунд. Чистий польотний час становив 51 годину 17 хвилин 23 секунди. Середня швидкість польоту за даними FAI, становила 162,5 км/г. Пізніше ще декілька машин використовувались цивільними організаціями під власними іменами (J-BAAI «Асакадзе» (Ранковий вітер),  J-BAAM «Сочікадзе» (Легкий вітер)).
З початком японсько-китайської війни Ki-15-I взяли активну участь у бойових діях. Висока швидкість літака дозволяла йому втікати від усіх китайських винищувачів, за винятком хіба що І-16. Повна невразливість Ki-15-I дозволяла льотчикам забезпечувати армію своєчасною розвідувальною інформацією про пересування військ противника. 
З початком війни на Тихому океані Ki-15 продовжував широко використовуватись армією та флотом, в основному у Південно- Східній Азії. Так, 10 грудня 1941 року розвідник C5N2 22 авіазагону помітив у морі британський лінкор «Prince of Wales» та лінійний крейсер «Repulse», що призвело до їх потоплення японською авіацією.
Літаки активно використовувались ще протягом року, але з появою нових швидкісних винищувачів союзників Ki-15 без бронезахисту пілота та протектованих паливних баків не мав шансів вижити у бою. Тому Ki-15 були виведені з бойових частин і використовувались як зв'язкові та навчальні літаки. Наприкінці війни деякі машини використовувались пілотами-камікадзе.
У 1946 році декілька покинутих літаків Ki-15 були знайдені поблизу Харбіну. До 1948 року вони були відремонтовані і до 1951 року використовувались ВПС Китаю як навчальні літаки.

## Оператори

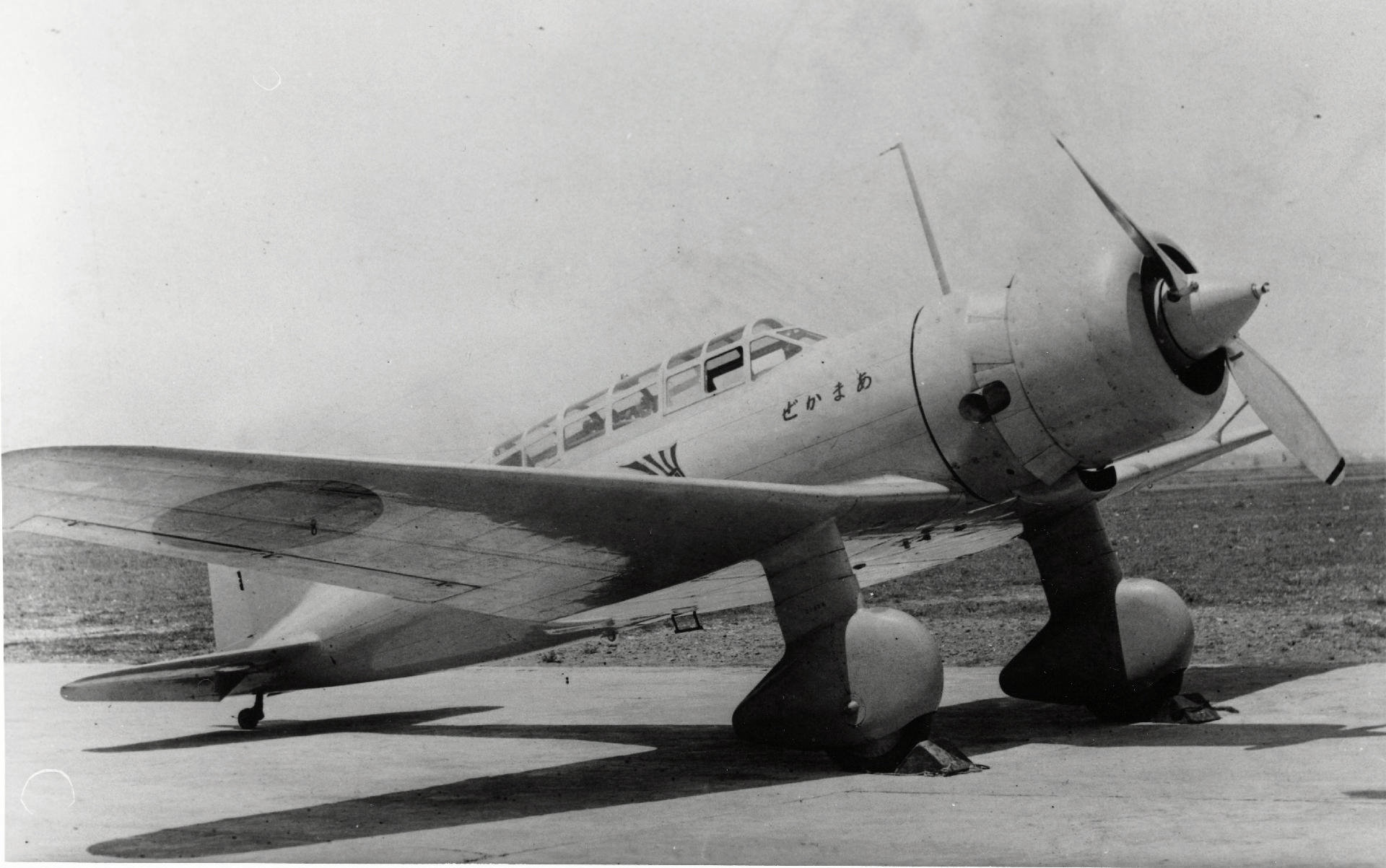
Mitsubishi C5M на службі в Імперському флоті Японії.

Японська імперія
- ВПС Імператорської армії Японії
  - 8-й авіазагін ВПС
  - 10-й авіазагін ВПС
  - 15-й авіазагін ВПС
  - 28-й авіазагін ВПС
  - 29-й авіазагін ВПС
  - 81-й авіазагін ВПС
  - 82-й авіазагін ВПС
  - 16-та окрема рота ВПС
  - 18-та окрема рота ВПС
  - 50-та окрема рота ВПС
  - 51-ша окрема рота ВПС
  - 74-та окрема рота ВПС
  - 76-та окрема рота ВПС
  - 81-ша окрема рота ВПС
  - 17-та авіабригада ВПС
  - 18-та авіабригада ВПС
- Імперський флот Японії
  - 22-й авіазагін
  - 23-й авіазагін